# Spodnje Grušovje
Spodnje Grušovje je naselje v Občini Slovenske Konjice.